# 苏兹达尔
苏兹达尔是位于俄罗斯西部弗拉基米尔州的一座历史悠久的城市，人口为11,357（2002年）。
历史上此地区曾是弗拉基米尔-苏兹达尔公国的一部分。

## 延伸閱讀
- Brumfield, William (2009). Suzdal: Architectural Heritage in Photographs. Moscow: Tri Kvadrata. ISBN 978-5-94607-118-5.